# Cyprus op het Eurovisiesongfestival 1987
Cyprus nam deel aan het Eurovisiesongfestival 1987 in Brussel, België. Het was de 7de deelname van het land op het Eurovisiesongfestival. De CyBC was verantwoordelijk voor de Cypriotische bijdrage voor de editie van 1987.

## Selectieprocedure
Net zoals het jaar ervoor koos men ervoor om via een interne selectie de kandidaat en het lied aan te duiden voor het festival. Uiteindelijk koos men voor de zangeres Alexia met het lied Aspro Movra.

## In Brussel
In België trad Cyprus als 17de van 22 landen aan, na Duitsland en voor Finland. Het land behaalde een 7de plaats met 80 punten. 
Men ontving ook 1 keer het maximum van de punten.
België had geen punten over voor deze inzending,  Nederland 2 punten.

### Gekregen punten

#### Finale
| 12 punten     | 10 punten                  | 8 punten    | 7 punten             | 6 punten                                              |
| ------------- | -------------------------- | ----------- | -------------------- | ----------------------------------------------------- |
| - Griekenland | - Denemarken - Joegoslavië | - Ierland   |                      | - Finland - IJsland - Noorwegen - Verenigd Koninkrijk |
| 5 punten      | 4 punten                   | 3 punten    | 2 punten             | 1 punt                                                |
| - Frankrijk   | - Zwitserland              | - Duitsland | - Nederland - Zweden |                                                       |

### Punten gegeven door Cyprus

#### Finale
Punten gegeven in de finale:
| 12 punten | Griekenland         |
| 10 punten | Joegoslavië         |
| 8 punten  | Ierland             |
| 7 punten  | Zweden              |
| 6 punten  | Duitsland           |
| 5 punten  | België              |
| 4 punten  | Zwitserland         |
| 3 punten  | Noorwegen           |
| 2 punten  | Verenigd Koninkrijk |
| 1 punt    | Italië              |

1981 · 1982 · 1983 · 1984 · 1985 · 1986 · 1987 · 1988 · 1989 · 1990 · 1991 · 1992 · 1993 · 1994 · 1995 · 1996 · 1997 · 1998 · 1999 · 2000 · 2001 · 2002 · 2003 · 2004 · 2005 · 2006 · 2007 · 2008 · 2009 · 2010 · 2011 · 2012 · 2013 · 2014 · 2015 · 2016 · 2017 · 2018 · 2019 · 2020 · 2021 · 2022 · 2023 · 2024 · 2025